# Concours musical international Reine Élisabeth de Belgique 1996
Le Concours musical international Reine Élisabeth de Belgique, session 1996, est consacré au chant et s'est tenu du 8 au 24 mai 1996.
Le baryton américain Stephen Salters est premier lauréat de ce concours.

## Jury
Le jury est présidé par Arie Van Lysebeth et Cécile Ferrière en est la secrétaire.
Les membres du jury sont Luigi Alva, Noëlle Barker, Jules Bastin, Jane Berbié, Walter Berry, Edith Bers, Mya Besselink, Stuart Burrows, Louis Devos, Sena Jurinac, Matti Lehtinen, Evgeny Nesterenko, Joan Sutherland, Anna Tomowa-Sint et José van Dam.

## Lauréats
- Premier prix, Grand Prix international Reine Élisabeth - prix de la Reine Fabiola (500 000 BEF) : Stephen Salters (baryton, États-Unis)
- Deuxième prix, prix du Gouvernement fédéral belge (400 000 BEF) : Ana Camelia Stefanescu
- Troisième prix, prix Communauté européenne (350 000 BEF) : Eleni Matos
- Quatrième prix, prix du comte de Launoit (300 000 BEF) : Mariana Zvetkova
- Cinquième prix, prix des gouvernements communautaires de Belgique, offert cette année par la Communauté flamande (250 000 BEF) : Ray Wade
- Sixième prix, prix de la Ville de Bruxelles (200 000 BEF) : Anja Vincken

Selon le règlement du concours, aucun classement n'est établi entre les finalistes au-delà du sixième prix. Par ordre alphabétique : 
- Souren Chahidjanyan
- Paul Gay
- Robert Gierlach
- Stephanie Houtzeel
- Michail Nikiforov
- Milagros Poblador